# Transurany
Transurany jsou prvky, které následují v Mendělejevově periodické soustavě za uranem. V přírodě se běžně nevyskytují, všechny se připravují uměle. Lehčí transurany, jako je neptunium, plutonium, americium a curium, jsou produkovány v lehkovodních jaderných reaktorech. Mají poměrně dlouhé poločasy rozpadu a lze je tedy extrahovat z vyhořelého jaderného paliva chemickou cestou.

## Příprava
Výchozí materiál pro přípravu všech transuranů je 238U, nejtěžší nuklid, který se vyskytuje v přírodě. Používají se dvě metody přípravy těžkých prvků:
- Záchyt několika neutronů a následný β− rozpad vzniklého izotopu. Existují tři možnosti provedení:
  - Záchyt neutronů v reaktoru s konstantním neutronovým proudem: množství připravených transuranů je limitováno konkurencí mezi procesem radioaktivního rozpadu a jaderného štěpení. Toto je jediný proces poskytující vážitelná množství transuranů.
  - Neutronový záchyt v pulsním neutronovém proudu: Termonukleární explozí je produkován velmi intenzivní tok neutronů (1023 – 1025 neutronu×cm−3) po dobu 10−8 až 10−6 s. Během tohoto intenzivního neutronového bombardování vznikají izotopy uranu s vysokým přebytkem neutronů. Tato nestabilní jádra se násobnou emisí částic β− stabilizují za vzniku izotopů s dlouhým poločasem rozpadu, např.:
 238
92 U + 12  1
0 n →  250
92 U  + γ
 250
92 U  →  250
98 Cf + 6  0
-1 β−

- Neutronový záchyt při hustotě toku neutronů 1020 – 1028 neutronu×cm−3. Tento proces probíhá ve hvězdách (r-proces).

- Bombardování těžkých prvků urychlenými ionty, např.:
 238
92 U  +  2
1 H  →  238
93 Np + 2  1
0 n
 244
94 Pu +  4
2 He →  247
95 Am +  1
1 H

Bombardováním lehkými částicemi (deuterony, α částice) získáme prvky s atomovým číslem vyšším o jednu až dvě jednotky, pokud ale použijeme těžší ionty, např. 12C nebo 16O můžeme získat prvky s protonovým číslem vyšším o šest až deset jednotek oproti výchozímu jádru.